# NGC 305
NGC 305 je otvoreni skup u zviježđu Ribama.

## Vanjske poveznice
- SEDS: NGC 0305